# Pierre Beauchamp

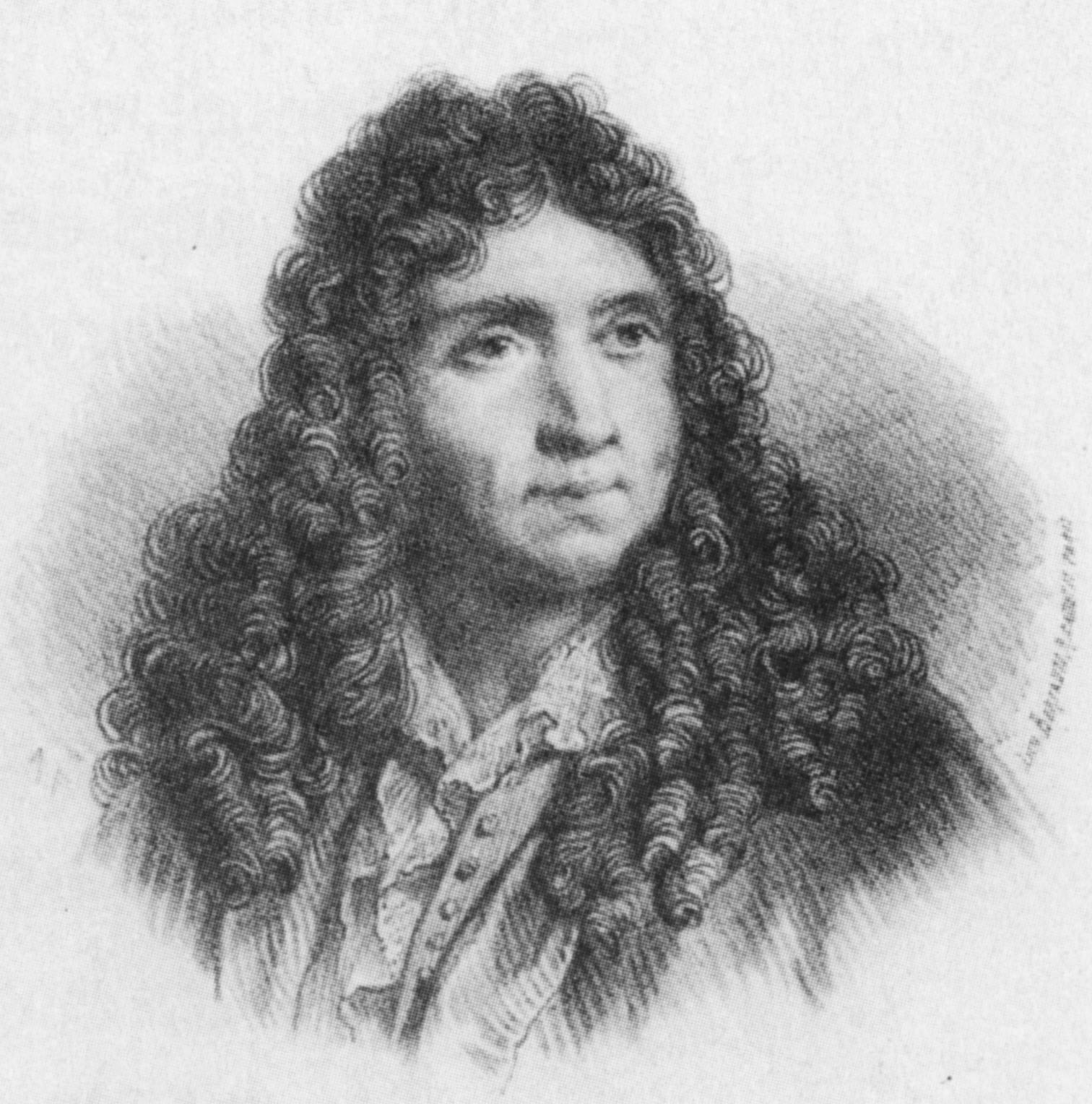
Pierre Beauchamp

Pierre Beauchamps (1631 - circa 1715) was een Frans danser en van belang in de ontwikkeling van de danskunst in 17e-eeuws Frankrijk. Hij danste tussen 1648 en 1658 rollen in hofballetten aan het hof van Lodewijk XIV en was vermaard om zijn expressieve uitbeelding van volslagen dronkaards, jaloerse echtgenoten, waanzinnige heksen en absurde Moren. Behalve als 'danseur groteske' oogst Beauchamps ook als 'danseur noble' veel waardering bij het publiek. Ene Jean Loret noteert in 1657: "We zagen de unieke Beauchamps, met een ongelofelijke souplesse, precisie en sprongkracht. Hij sprong zo hoog dat hij door het nobele publiek werd uitgeroepen tot de beste danser van Frankrijk".